# 格里亞濟區

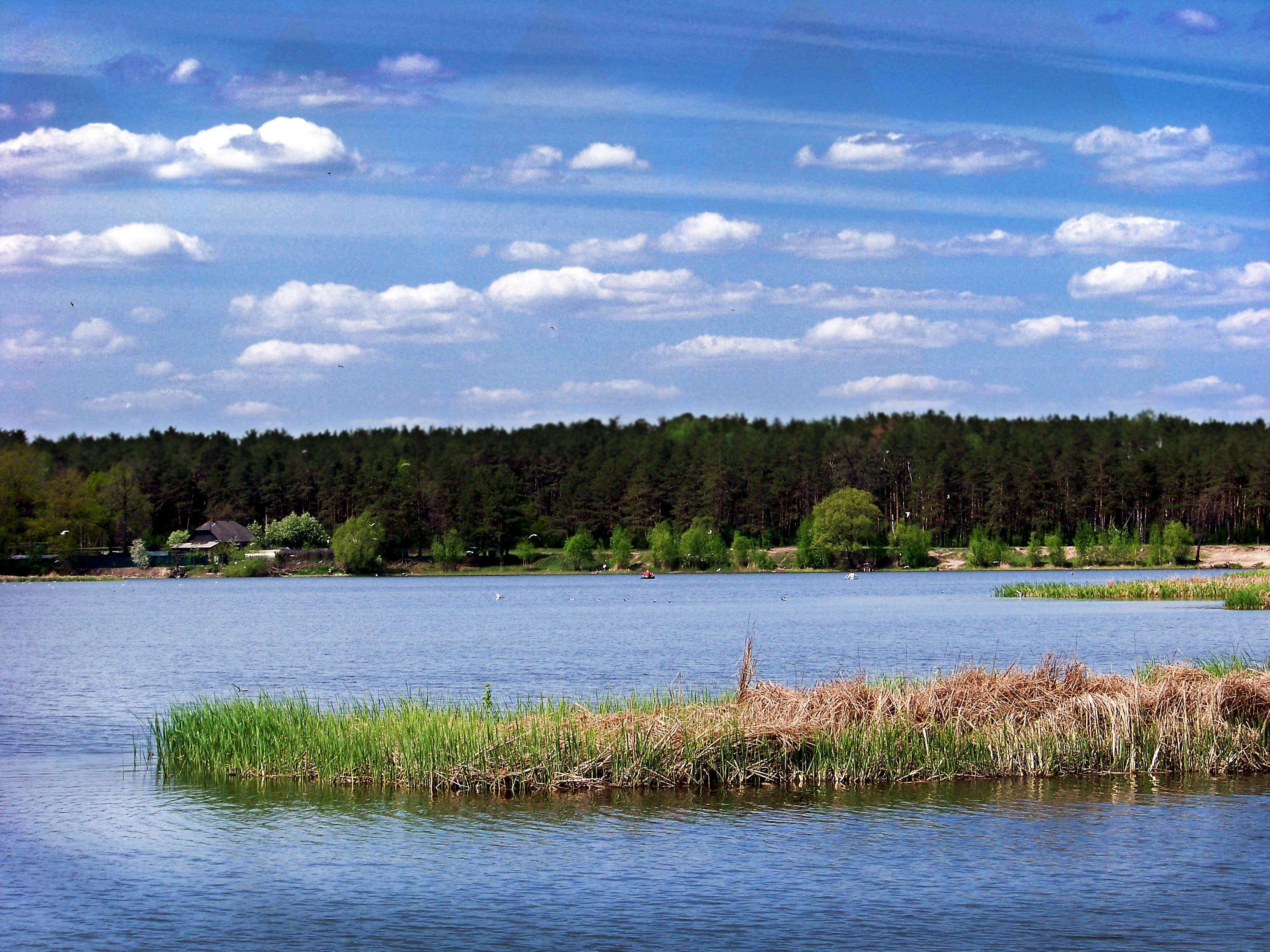

52°30′N 39°56′E / 52.500°N 39.933°E
格里亞濟區（俄语：Грязинский район），是俄羅斯的一個區，位於該國西部，由利佩茨克州負責管轄，面積1,440平方公里，2010年人口75,159，人口密度每平方公里52.19人。